# 14499 Satotoshio
14499 Satotoshio è un asteroide della fascia principale. Scoperto nel 1995, presenta un'orbita caratterizzata da un semiasse maggiore pari a 2,1623387 UA e da un'eccentricità di 0,1837686, inclinata di 4,98716° rispetto all'eclittica.